# District de Rodney

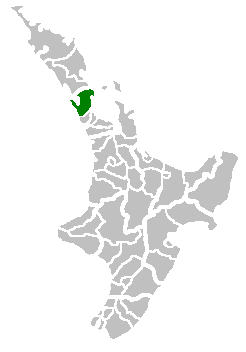
Localisation du district de Rodney sur une carte de l'île du Nord

Le district de Rodney (en anglais : Rodney District) était, de 1989 à 2010, le district le plus septentrional de la région d'Auckland, dans l'île du Nord de la Nouvelle-Zélande.

## Géographie

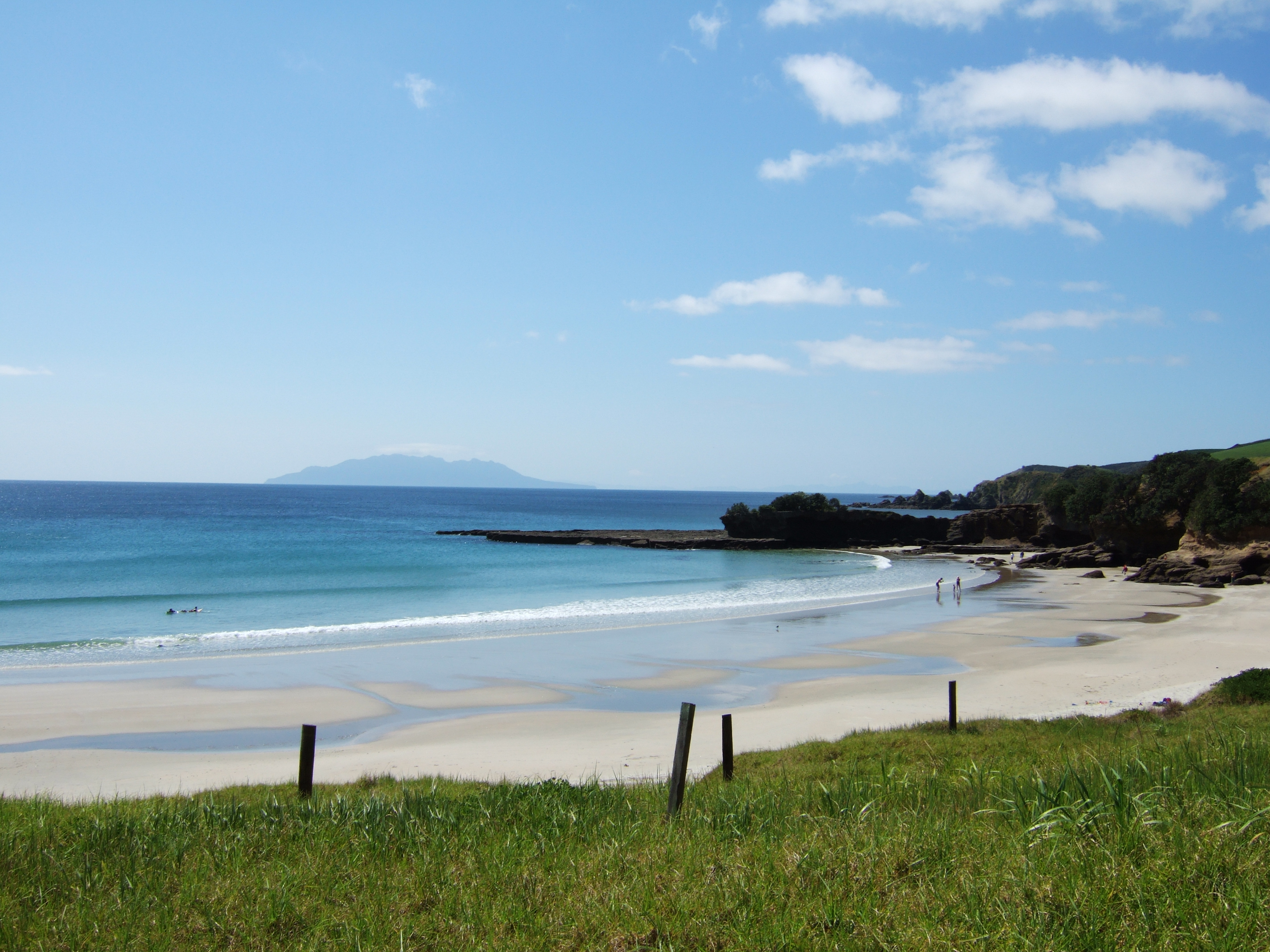
La plage de Tawharanui

Créé en 1989 de la fusion du borough de Helensville avec le comté de Rodney, le siège du conseil du district est à Orewa. Le district inclut l'île Kawau au nord et est dirigé par la maire Penny Webster assistée de douze conseillers.
Le district de Rodney s'étend sur 2 427,01 km2, depuis les plages de sable volcanique noir de Muriwai à l'ouest jusqu'aux stations balnéaires de la côte des Hibiscus à l'est. À l'ouest, le district comprend la partie sud du port de Kaipara, au nord duquel on trouve le district de Kaipara, qui fait partie de la région de Northland.
Le district de Rodney contient bon nombre de parcs régionaux : à la pointe est de la péninsule de Whangaparaoa se trouve le parc régional de Shakespeare, et au nord d'Orewa, s'étendent les parcs régionaux de Wenderholm et de Mahurangi. Inaugurée en 1977, la réserve marine de Goat Island est la plus importante du pays : elle concerne cinq km de côte et s'étend sur 800 m dans la mer de Tasman, protégeant en tout 5 km2.

## Démographie
Le district compte 89 562 habitants au recensement de 2006. Les villes au sud du district deviennent des villes-dortoir d'Auckland, aujourd'hui facilement accessible depuis le district via des autoroutes. Plus au nord, le district conserve son caractère davantage rural.

## Administration
Le district est divisé en trois wards : 
- Western, abritant les villes de Helensville et Kumeu et bordant le port de Kaipara,
- Eastern, la côte des Hibiscus, avec Whangaparaoa et les villes d'Orewa, Taupaki et Gulf Harbour,
- Northern, les villes de Warkworth et Wellsford.